# すーぱーぞうさんず&Rice5
すーぱーぞうさんず&Rice5（すーぱーぞうさんずアンドライス）は、テレビ東京系列で放送のテレビアニメ『いぬかみっ!』第18話（2006年8月2日放送）のエンディングテーマを歌ったユニット。
声優ユニットであるという説もあるが、真相は不明である（後述）。

## 概要
通常はAice5が歌う『友情物語』を、歌詞を変えて『友情物語・男子 (?) バージョン』という名で放送。
『友情物語』と同じく、作詞は有森聡美が、作曲・編曲は大川茂伸が担当した。
本来のエンディングでは、『いぬかみっ!』に登場するヒロインキャラクターたち11人が歌詞に合わせハイテンションに騒いだり踊ったりと、女の子らしさを全面に押し出した映像によって構成されている。しかし、この回だけはマッチョな男性の群れが下半身も丸出しに近い状態でその筋肉美を披露したり、酒盛りをして騒いだり、くんずほぐれつの汗臭い格闘を繰り広げたりといったとんでもない映像に変わっていた。野太い声の男性コーラスによって歌われるその歌詞も相まって、視聴者たちを抱腹絶倒に追い込んだ。また、最後に表示されるカットも、通常はデフォルメ化されたようこが「またね!」と視聴者に向けて告げるものが使用されているが、この回ではようこの代わりに"へんたいキャラクター"の代表格・赤道斎が登場。カットの中のセリフも「股な」（またな）となっていた。
なお、フルバージョンが2006年11月22日発売のサウンドトラック「いぬかみっ!狂走曲 そのにっ! 〜絶望との戦い〜」に収録されている。サウンドトラックでは歌手名が「Rice5 with すーぱーぞうさんず」、楽曲名も『友情物語 男子 (?) ヴァージョン』と若干変更がされている。このフルバージョンはインターネットラジオ『こいぬのじかん』のエンディングテーマにも採用された。

### エンディングアニメーションのスタッフ
第18話本編は原画や動画に崩れが見られたのに対し、このエンディングアニメーションだけは『いぬかみっ!』のキャラクターデザイナーが直々に作画に参加していたりと、スタッフの『いぬかみっ!』に対する考えや、作品としての方向性が垣間見えるものとなった。
- 絵コンテ：赤道く斎[注釈 2]
- 演出・コンポジット：中山敦史
- 作画監督：友岡新平
- 原画：細田直人、二宮壮史、冨岡寛、友岡新平
- Special Thanks：藤原祐

## メンバー
現段階で判明しているのは下記のメンバーのみである。企業秘密らしく、全メンバーの公式発表はされていない。

### すーぱーぞうさんず
- 有沢まみず（2006年8月4日付けの森永理科のブログより）

### Rice5
- 柏田圭一（スターチャイルドスタッフ、堀江由衣の天使のたまご第232回放送より）
- 宿利剛（Aice5ディレクター、同上）
- マイケル

## 備考
- スターチャイルドのとあるプロデューサー[注釈 3]の結婚式のために、スターチャイルドの有志5人が集まって結成されたのが「Rice5」（ライス）と言う名前のユニットであり、結婚式当日会場ではAice5の『Get Back』をカバーしたCDを発売したり、本家であるAice5でさえ撮影しなかったPVなどを流したとの情報がある。なお、このときに結成された「Rice5」はあくまでも結婚式用に即興で作られたユニットであり、今回のEDの件との関連性は不明である。
- Aice5メンバーの1人・神田朱未が、Aice5のサイトの日替わり更新のQ&Aで、2006年7月31日分の質問の「Aice5でカバーしたい曲は」に「Rice5の『Get Back』」と答えていた。
- キングレコード所属のバンドグループ・angelaの2006年12月6日発売のミニアルバム「ドラマ『ライオン丸G』トリビュートミニアルバム 〜新宿狂詩曲〜」のスタッフに「超ハンドクラップ隊 Rice5」という表記が確認されている。こちらも、今回のエンディングの件との関連性は不明である。
- 放送翌日にある有志が電話で問い合わせたところ、担当者から「声優は含まれていない」と回答が返ってきたとのことである。
- 啓太役の福山潤がラジオ関西の番組「青春ラジメニア」に出演した際、当ユニットについて語っている。それによると、Rice5については関係各所にどこまで明かしてよいか確認を取っていないため語れないようであったが、すーぱーぞうさんずについてはテレビアニメ『いぬかみっ!』の製作スタッフであるらしい。何れも「普段は表に出てくることのない人」ということらしく、やはり声優は含まれていないようだ。同時に『友情物語・男子 (?) バージョン』が初めてテレビ放映された際に「何で呼んでくれなかったんですか!?」と漏らしたということも明かしている。
- 『Aice5 In Wonder RADIO』2007年07月13日配信分によると、Rice5のメンバーは全員メガネで血液型はB型であるらしい。